# Kvarnträsket (Jokkmokks socken, Lappland, 735179-169826)
Kvarnträsket är en sjö i Jokkmokks kommun i Lappland och ingår i Luleälvens huvudavrinningsområde. Sjön har en area på 0,261 kvadratkilometer och ligger 338,5 meter över havet.

## Delavrinningsområde
Kvarnträsket ingår i det delavrinningsområde (735199-169739) som SMHI kallar för Utloppet av Puottaure. Medelhöjden är 367 meter över havet och ytan är 11,14 kvadratkilometer. Det finns ett avrinningsområde uppströms, och räknas det in blir den ackumulerade arean 55,64 kvadratkilometer. Puottaurebäcken som avvattnar avrinningsområdet har biflödesordning 4, vilket innebär att vattnet flödar genom totalt 4 vattendrag innan det når havet efter 152 kilometer. Avrinningsområdet består mestadels av skog (65 procent) och sankmarker (13 procent). Avrinningsområdet har 0,74 kvadratkilometer vattenytor vilket ger det en sjöprocent på 6,6 procent.